# Korotycz
Korotycz (ukr. Коротич) – osiedle typu miejskiego na Ukrainie, w obwodzie charkowskim, w rejonie charkowskim, w hromadzie Pisoczyn. W 2001 liczyło 5081 mieszkańców, spośród których 4386 wskazało jako ojczysty język ukraiński, 659 rosyjski, 21 białoruski, 10 ormiański, 1 polski, a 4 inny.